# 板野一郎
板野 一郎（いたの いちろう、1959年3月11日 - ）は、日本のアニメーター、アニメ演出家・監督。紺吉所属（映像制作顧問）。神奈川県横浜市南区出身。

## 略歴
小・中学生時代は、横浜市南区に居住する。隣家は、在家得度者で俳人の望月明であった。高校3年のとき、スタジオムサシでのテレビアニメ『惑星ロボ ダンガードA』の動画からアニメーターとしてのキャリアをスタート。幼少期に読んでいた漫画『鉄人28号』『サブマリン707』の影響でメカ好きになり、メカのカットばかりこなしているうちに、いつの間にかメカ専門になったという。同僚の森山ゆうじとのフリー活動やスタジオコクピットを経て、ムサシの先輩だった浜津守の誘いでテレビアニメ『機動戦士ガンダム』に参加し、同作で1979年に原画へ昇格を果たす。
次いでスタジオビーボォーに籍を置き、『伝説巨神イデオン』に参加。この両作品で、安彦良和や湖川友謙（ビーボォー主宰）らベテランから作画技法を学ぶ。独自のアクション演出を磨き、イデオンの「全方位ミサイル発射シーン」や多数のアディゴが乱舞する戦闘シーンなどで注目を集めた。
1982年、スタジオぬえの河森正治に誘われ、同僚の平野俊弘らとアートランドへ移籍し、『超時空要塞マクロス』に参加する。主役メカのバルキリーの斬新なデザインに惚れ込み、メカニック作画監督として個性を発揮。スピーディーでアクロバティックな戦闘シーンは板野サーカス（後述）と称され、メカ好きのアニメファンから注目された。
1985年のOVA『メガゾーン23』は演出を手掛けるきっかけとなった（声優としても1台詞だけ出演）。1986年の続編『メガゾーン23 PART II 秘密く・だ・さ・い』で監督デビュー（メカ作監兼）。以後、次第にアニメーターとして作画を行なうことは少なくなり、アニメ演出家としての仕事に比重を移した。同年12月にはアートランドから独立し、結城信輝、本谷利明、門上洋子、森川定美を擁してD.A.S.T (Defence Animation Special Team) を結成。OVAを中心に『エンゼルコップ』シリーズなどのアクション作品を監督した。
1994年の『マクロスプラス』で久々に作画を手掛けた後はCGの可能性に目を向け、ゲームや実写特撮作品のCGモーション監修にも活動を広げた。2004年の『ULTRAMAN』や『ウルトラマンネクサス』以降の「ウルトラシリーズ」などに参加している。
2008年には企画から監督まで全面的に手がけた『ブラスレイター』を発表。D.A.S.Tを解散した後、同作のCG班がGONZOから独立したグラフィニカにアドバイザーとして籍を置き、後進の指導を行った。2025年時点では新潟県のCGスタジオ紺吉に籍を置き、オリジナル企画『烈火』を進行中。
最初の師匠である安彦良和とは、『クラッシャージョウ』の現場を辞めて『マクロス』に参加して以来関係が途絶えていたが、安彦の『ガンダム』画集にまつわる仕事でほぼ30年ぶりに再会し、アニメ版『機動戦士ガンダム THE ORIGIN I』（2015年）の制作に協力している。

## 板野サーカス

### 概要
板野一郎が演出する立体的超高速戦闘アクション、または、その特徴を踏襲したアクションシーンを指す。『イデオン』の演出がアニメ業界で話題を呼び、メカの軽快な動きをサーカスの空中曲芸に喩えてこう呼ぶようになった。
板野サーカスの呼称は「マイアニメ」1982年11月号で、メカデザイナーの宮武一貴が「ぼくらは"板野サーカス"っていってるんですけど」とインタビューで発言したのが初出。同誌1982年12月号では、板野サーカス特集記事が掲載されている。「サーカス」とは大日本帝国海軍のパイロット源田実が航空機献納式で行った3機編隊のアクロバット飛行が「源田サーカス」と呼ばれたことにちなんでいる。
従来のロボットアニメの戦闘シーンは西部劇や時代劇のような銃や刀を使った「決闘」の様式をとり、ロボットの重厚感やポージング（決めポーズ）を重視した演出が多かった。この好例として、『ガンダム』などの戦闘シーンでの殺陣が挙げられる。これに対し、板野は敵味方が高速で縦横無尽に飛び回る「空中戦（または宇宙空間戦）」を舞台に、目まぐるしいスピード感やアクロバティックな動きで新たな見せ場を作った。
その原点は少年期に観た『人造人間キカイダー』に登場するハカイダーのオートバイからロケット弾が発射されるシーン。学生時代にそれを真似て愛車のフロントフォークにロケット花火を取り付け、海岸で追いかけっこをしながら走行中に一斉に打ち出すという遊びを行っていた。このとき、「攻撃側よりも追撃される側のほうが面白かった」と語っている。その花火と並走した体験をアニメ表現に当てはめたのが、三次元感覚の画面構成である。また、撮影レンズやフレームの変化など、カメラワークの工夫でスピード感をより強調している。

### 特徴的な演出
アスペクト社の『SFアニメがおもしろい―機動戦士ガンダムから新世紀エヴァンゲリオンまで―』（EYE・COM Files著、1996年12月、ISBN 978-4-89366-643-7）で、これらについて言及した記述がなされている。
ミサイル一斉発射
ロケット花火遊びから生まれた板野サーカスの代名詞。従来のロボットアニメではサブウェポン扱いだったミサイルに着目した板野は、「弾数の多さ」「ミサイルの動き」をアピールする演出を行った。ミサイル群は絡み合うような複雑な軌道をとり、糸引く白煙で立体的かつ芸術的な航跡を描く。その模様から、「納豆ミサイル」とも呼ばれる。
同じミサイルでも標的へ一直線に飛ぶ「優等生タイプ」、標的の機動を予測して先回りする「秀才タイプ」、目立とうとジグザグに飛ぶ「劣等生タイプ」と個性を分けて演技させている。また、それらを緊急回避する標的機の機動も見所になっており、時によっては標的にも向かわず、画面を通り過ぎるだけのミサイルも描写される。
板野いわく、「ミサイルは軌道が最も重要」らしく、「ミサイルが一本でも二本でも、流れが綺麗なら板野サーカス」と述べている。
レンズ効果
撮影カメラが被写体の位置により、遠距離では望遠レンズ、中間では標準レンズ、手前では魚眼レンズに切り替わるように描き、画面の奥行きやスピード感を印象付ける（たとえば、画面奥で発射されたミサイルが望遠像から手前に近づくほどワイドな屈曲像に変化する、など）。板野はこれを「画角アニメーション」と呼んでいる。
動体視点
スカイダイビングの空中撮影のように自在に移動するカメラワーク。主観的な視点で被写体を追いかけ、フレームイン・フレームアウトを交えて臨場感を味わわせる。さらに極端に言えば、あくまでも最低限のカメラワークで被写体を追いかけようとする概念とも定義できる。
3DCG採用以降の作品はとくにこの傾向が顕著で、一瞬遅れるカメラの動きなどはその最たるものである。そのため、板野の立体的な戦闘シーンを視聴者により印象付けている。「マクロスシリーズ」の3Dシューティングゲームでは、プレイヤーの機体をカメラで撮影しているように見せる「バリアブルビュー」の監修を行っている。
爆発・崩壊エフェクト
破壊対象物の構造を考え、被弾による内部誘爆（たとえば、ダイダロスアタックの敵艦破壊シーン、など）、衝撃波による崩壊などのプロセスを描き分ける。円形から三日月型に明滅する無数の爆発光も特徴。
残酷描写
原画マン時代からキャラクターの首が飛ぶ、頭が潰れるなどの過激なスプラッター描写が多い。テレビアニメではぼかされる（『ガンダム』でシャア・アズナブルがキシリア・ザビを射殺するシーンでも、原画でははっきりと描かれていたものが映像ではぼかされている）が、映画やOVAではかなり残酷なシーンがあり、海外輸出版で全カットされるケースもあった。

### 影響
1970年代末、金田伊功が手がけるエフェクトシーンやオープニングアニメーションに魅了されたアニメファンの中から、「金田フォロワー」と呼ばれる若手アニメーターたちが現われた。板野も金田の影響を受けた1人で、「金田さんのいいところを吸収し、その上で自分の表現を探さなきゃと思って、『板野サーカス』が生まれた。金田さんあっての『板野サーカス』だと思っています」と語っている。ダイナミックなパースや爆発を駆使する「金田アクション」、それに影響されたアクロバティックな板野サーカスの技法は、当時に普及し始めたビデオデッキのコマ送りで分析され、後進のアニメーターに影響を与えた。
その流れは2000年代以降においても見られ、『ほしのこえ』を個人制作した新海誠は、「『マクロスプラス』や『機動戦士ガンダム0083 STARDUST MEMORY』をコマ送りで見てメカアクションの参考にした」と述べている。また、アニメーターの久保田誓は板野サーカスのファンとして、『アベノ橋魔法☆商店街』（第3話）や『天元突破グレンラガン』（第14話）、『スペース☆ダンディ』（第23話）などで同様の作画を披露している。
ミサイル乱射などのアクション演出は一般化しているが、河森は「美しく見せたりスピード感のあるミサイルを描けるアニメーターはいるが、板野のような“痛いミサイル”を描ける人は少ない」と語っている。
なお、『超時空要塞マクロス 愛・おぼえていますか』のビデオで板野サーカスを観たハリウッド映画関係者が、映画『トップガン』の空撮シーンのヒントにしたという説がある。『マクロス』の熱烈なファンでもあるニール・ブロムカンプ監督は、自身の映画『第9地区』の作中でパワードスーツがミサイルを発射するシーンに、「納豆ミサイル」の表現を盛り込んでいる。
デジタルアート集団チームラボは板野サーカスへのオマージュとして、二次元のアニメで描かれた「デフォルメされた空間」を三次元で再現する作品「追われるカラス、追うカラスも追われるカラス、そして分割された視点」を製作した。

### 次世代の育成
板野によれば、板野サーカスを完全に会得しているアニメーターは庵野秀明、後藤雅巳、村木靖の3人。庵野はアニメ界の最初の師匠として板野の名を挙げ、「妥協しない創作姿勢を教えられた」「がんばっているんだけど、なかなかあの境地には達しない。超えようと思ったけど、超えられない人ですね」と語っており、実写映画『キューティーハニー』にも一種のオマージュが見られる。後藤や村木は『イデオン』や『マクロス』を見て影響を受けた世代で、『カウボーイビバップ』や『交響詩篇エウレカセブン』でスピード感のある空中戦を描いた。
板野自身は『マクロス ゼロ』完結後の「マクロスシリーズ」作品には参加していないが、『劇場版マクロスF〜サヨナラノツバサ〜』のCGを担当したサテライト、unkownCASE、グラフィニカのクリエイターは板野の指導を受けた教え子たちである。サテライトの八木下浩史（『マクロスF』）と原田丈（『バスカッシュ』）について、板野は「CGの板野サーカスの免許皆伝第1号が原田、卒業生の中の優等生が八木下」と語っている。
『ウルトラマンネクサス』から『ウルトラマンメビウス』に参加していた時期は円谷プロダクションのCGIチームの指導も行っており、その後の特撮作品にも影響を与えている。
主宰していたD.A.S.Tについては2011年に解散を表明しており、「育てるべき人間はもう全員卒業したので、これからは自分の好きなことをやろうと」と語っている。

## 逸話
実体験の応用という点で、アニメ業界人としては異色の肉体派。「バトルアニメーター」の異名をとり、数々のエピソードを残している。
オートバイ関連
- 動体視力を鍛えると称し、オートバイでトラックやバスの隙間をすり抜ける。『BSアニメ夜話』出演時には、自己紹介で「日本の子供たちの動体視力を上げたと思っています」と述べた。
- BSアニメ夜話出演時に、学生時代の愛車のXL125のフロントフォークにパイプを多数切って並べて、ロケット花火を一斉に発射して遊んでいた。これが後のマクロスでのミサイル軌道となったと述べた。
- 映画『マッドマックス2』に感化され、オートバイで歩道橋を駆け登った。
- バイクに乗って走っていたときにトラックに幅寄せされたことに腹を立て、幅寄せし返した。結果転倒したが、転倒しつつもトラックのドライバーを罵倒し続けた。
- 『メガゾーン23』ではオートバイに撮影機材を取り付け、東京都内を走るロケハンを行った。当時の愛車は黒のホンダ・VT250Fで、『マクロス』のロイ・フォッカー機を模したドクロマークをあしらっていた。
- 虚淵玄によれば、板野はバイク事故で手首を負傷したために作画の仕事から身を引き、監督という仕事に専念するようになったという。

仕事関連
- アニメーターになったのは高校停学中に偶然募集広告を目にしたからで、就職することで親を安心させるという目的もあった。
- 一時期、スタント事務所に所属していた（仕事はしていない）。
- 『機動戦士ガンダム』第31話ではジャブローから発進するホワイトベースの周りをフラミンゴの群れが飛ぶシーンを作画した。一羽一羽の翼を動かすという骨の折れる仕事だったが、原画担当になりたての板野は志願して担当した。このシーンは劇場版第二作（哀・戦士編）のラストにも使われる名場面となった。
- 『ガンダム』では演出家から「動きが速すぎる」と文句を言われたが納得できず、演出家が出かけている隙にエルメスのビットを動かすタイムシートを描き換えた。試写でこのシーンを見た富野由悠季監督からセンスを認められた。
- スタジオビーボォー在籍当時は、知人を手伝い深夜にトラックで朝刊を配送していた。そのアルバイトが終わるとスタジオで仮眠を取り、また夜まで作画をするという生活を送っていた。
- 『マクロス』では殺人的なスケジュールのため、吐血や血尿で2回入院。医者に即入院と言われながら、カブに乗って8時間耐久レースに出場した。
- 漫画『プラモ狂四郎』に登場するパーフェクトガンダムの生みの親でもある。テレビ版『機動戦士ガンダム』に参加していた時、ジオングに対抗する決戦装備として考え、原画作業の合間に描いたものだという。多忙のためデザインしたことを忘れていたが、模型店でプラモデルを見て商品化されたことを知った。
- 『マクロスプラス』制作時、河森とアメリカに渡り模擬空中戦を体験。パイロットの極限状態を体験するため、教官に無断で操縦桿を引いて急上昇し、ブラックアウトと意識喪失（G-LOC）を味わった。
- 打ち上げの席で、ある仕上げ会社の社長に殴られ、「お前のおかげで何人辞めたと思ってるんだ」と怒られた。
- 『全修。』第2話では演出技法としてのミサイル一斉発射が再現され、板野本人がゲストスタッフとして作画を監修。エンディングクレジットでは「板野サーカスパート 絵コンテ・3DCG監修 板野一郎」と表記された。SNSでは「板野サーカス」がトレンド入りした。

## 主な作品

### アニメ作品
1977年
- 惑星ロボ ダンガードA（動画）
- アローエンブレム グランプリの鷹（動画）

1978年
- SF西遊記スタージンガー（動画）
- ピンクレディー物語 栄光の天使たち（動画）
- さらば宇宙戦艦ヤマト 愛の戦士たち（動画）
- 銀河鉄道999（テレビシリーズ、動画）
- キャプテン・フューチャー（動画）

1979年
- 機動戦士ガンダム（作画）
- 銀河鉄道999（劇場版、動画）

1980年
- 伝説巨神イデオン

1981年
- 機動戦士ガンダム（劇場版）
- 機動戦士ガンダム II 哀・戦士編
- Dr.スランプ アラレちゃん（原画）

1982年
- 機動戦士ガンダムIII めぐりあい宇宙編
- 伝説巨神イデオン　接触篇・発動篇
- 超時空要塞マクロス（メカ作監、原画、オープニング・アニメーション）

1983年
- うる星やつら（原画）
- クラッシャージョウ（原画）
- プラレス3四郎（原画）

1984年
- 超時空要塞マクロス 愛・おぼえていますか（作画監督）
- うる星やつら2 ビューティフル・ドリーマー（原画）

1985年
- メガゾーン23（アクション監督、演出、絵コンテ） ※ナビゲーター役の声優も担当
- メガゾーン23 PART II 秘密く・だ・さ・い（監督、メカニック作画監督、絵コンテ）
- 北斗の拳（演出、作画監督）

1987年
- Good Morningアルテア（原案）
- 真魔神伝 バトルロイヤルハイスクール（監督）
- 王立宇宙軍 オネアミスの翼（原画）

1988年
- バイオレンスジャック 地獄街（監督）
- 機動警察パトレイバー（OVA版、演出）　

1989年
- 孔雀王2 幻影城（監督）
- エンゼルコップ（監督、脚本、演出、絵コンテ）

1991年
- 創竜伝（スペシャルアニメーター、原画）

1992年
- STAR DUST（監督、原案、絵コンテ）
- 宇宙の騎士テッカマンブレード（演出、絵コンテ、作画監督）

1993年
- SLAM DUNK（作画監督）

1994年
- マクロスプラス（特技監督、メカデザイン協力）
- タイムボカン王道復古（第2巻）（ゲストアニメーター）
- プラスチックリトル (原画)

1996年
- イーハトーブ幻想〜KENjIの春（原画）
- 魔法使いTai!（アバンタイトル演出、作画）

1998年
- ポポロクロイス物語（原画）

1999年
- 宇宙海賊ミトの大冒険（メカニックデザイン）

2000年
- メダロット（原画）

2001年
- 零花〜rayca（モーションディレクター）
- 地球防衛家族（原画）
- 地球少女アルジュナ（3Dモーション監修、演出、作画）
- カウボーイビバップ 天国の扉（原画）
- デジモンテイマーズ 冒険者たちの戦い（原画）

2002年
- マクロス ゼロ（特技監督）

2004年
- GANTZ（監督）

2006年
- スーパーロボット大戦OG 〜ディバイン・ウォーズ〜（3Dアニメーションアドバイザー）

2008年
- ブラスレイター（監督）
- 鉄のラインバレル（特技監督）

2012年
- ヱヴァンゲリヲン新劇場版:Q（CGI監修、アニメーション・マテリアル、次回予告画コンテ）

2014年
- 楽園追放 -Expelled from Paradise-（モーションアドバイザー）
- 日本アニメ（ーター）見本市 「安彦良和・板野一郎原撮集」（レイアウト・原画・作画修正、安彦良和と共同）

2015年
- 機動戦士ガンダム THE ORIGIN I 青い瞳のキャスバル（アバンアニメーション絵コンテ/演出、原画）
- 日本アニメ（ーター）見本市 『ヤマデロイド』（監修）

2017年
- 十二大戦（アニメーションアドバイザー）

2018年
- SSSS.GRIDMAN（怪獣デザイン） ※幽愁暗恨怪獣 ヂリバー

2021年
- SSSS.DYNAZENON（怪獣デザイン） ※厚貌深情怪獣 ギブゾーグ

2025年
- 全修。（絵コンテ・3DCG監修） ※第2話の板野サーカスパート

### 特撮作品
- ウルトラマンネクサス（2004年、CGIモーションディレクター）
- ULTRAMAN（2004年、フライングシーケンスディレクター）
- ウルトラマンマックス（2005年、CGIモーションディレクター、怪獣デザイン〈バグダラス、ケサム、キングジョー分離状態〉）
- ウルトラマンメビウス（2006年、CGIモーションディレクター、デザイン〈ケルビム、ドラゴリー蛾、サイコキノ星人、ファイナルメテオール〉[30]）
- ウルトラマンメビウス&ウルトラ兄弟（2006年、CGI監督）

### 実写映画
- 四月怪談（1988年、アニメシーン）
- 赤々煉恋（2013年、CGIモーション監督）

### ゲーム作品
*マクロス関連ゲームの詳細はマクロスシリーズ (ゲーム)を参照。
1995年
- おやじハンターマージャン（アニメーションディレクター）

1996年
- マクロス デジタルミッション VF-X（モーション監修）

1997年
- QUOVADIS 2〜惑星強襲オヴァン・レイ〜（総監督）
- 熱砂の惑星（キャラクターデザイン、アクション監修、ムービー監督・演出）

1999年
- マクロス VF-X2（モーション監修、ムービー演出、絵コンテ、メカ作監）
- VAMPIRE HUNTER D（ムービーモーション監修）

2000年
- マクロスプラス -GAME EDITION-（モーション監修、ムービー演出）
- ドグウ戦紀 〜覇王〜（企画、原案）

2001年
- マクロスM3（モーション監修、ムービー演出）

2002年
- タコのマリネ（作画監督）

2003年
- 超時空要塞マクロス（モーション監修）

2004年
- DIGITAL DEVIL SAGA アバタール・チューナー1、2（2004年 - 2005年、ドラマチック、イベントシーン監修）

2012年
- アスラズ ラース（特別演技監督）